# Brambleton
Brambleton ist ein gemeindefreies Gebiet in Loudoun County im US-Bundesstaat Virginia, das sich in der Nähe der Dulles Toll Road (Route 267) befindet. Brambleton ist 14 km südlich von Leesburg und 2 km nordwestlich vom Washington Dulles International Airport gelegen. Das U.S. Census Bureau hat bei der Volkszählung 2020 eine Einwohnerzahl von 23.486 ermittelt.
Das Stadtgebiet wurde seit 2001 geplant und die Stadt danach errichtet. Der Name stammt von einer früheren Plantage, die sich in der Nähe befand.
Die 2005 eröffnete Briar Woods High School befindet sich in Brambleton.